# Nicolas Girard (homme politique)
Pour les articles homonymes, voir Nicolas Girard et Girard.
Nicolas Girard (Montréal, 5 juin 1972  - ) est un homme politique québécois et ancien député de la circonscription de Gouin pour le Parti québécois à l'Assemblée nationale du Québec. Défait lors de l'élection générale du 4 septembre 2012, il est nommé quelques semaines plus tard président de l'Agence métropolitaine de transport, un organisme chargé de la coordination des réseaux de transport en commun dans la région métropolitaine de Montréal.

## Biographie
Né à Montréal, Nicolas Girard s'est impliqué dans le mouvement étudiant québécois au début des années 1990. Il a notamment été secrétaire général de la Fédération des associations étudiantes du campus de l'Université de Montréal (FAÉCUM). Il détient un baccalauréat en science politique de l'Université de Montréal depuis 1998.
Il exerce différentes fonctions d'attachés de presse auprès des ministres péquistes Sylvain Simard, François Legault et André Boisclair, avant de se trouver du travail au service des communications de la CSN. Il s'est fait élire une première fois député de Gouin à l'Assemblée nationale lors de l'élection partielle de septembre 2004 à la suite du départ d'André Boisclair. Lors du retour en politique de Boisclair, il agit comme organisateur en chef du Parti québécois pour les élections de 2007 et remporte la victoire par 3 408 voix face à la porte-parole de Québec solidaire, Françoise David, qu'il défait de nouveau aux élections de 2008. Lors de l'élection de 2012, il est défait par Françoise David.

### Fonctions parlementaires
Nicolas Girard a été porte-parole de l'opposition officielle en matière d'habitation du 18 octobre 2004 au 30 janvier 2006, et en matière d'emploi et de solidarité sociale du 30 janvier 2006 au 21 février 2007. En tant que membre du deuxième groupe d'opposition, il a été porte-parole en matière d'enseignement supérieur et de réforme des institutions démocratiques du 25 avril 2007 au 30 août 2007; sur l'état des urgences, en matière de lutte à la pauvreté, d'action communautaire et de logement social du 30 août 2007 au 7 août 2008, et en matière de famille et de services de garde du 7 août 2008 au 5 novembre 2008.
Il était porte-parole de l'opposition officielle en matière de famille, du 9 janvier 2009. Dans cette fonction, il a mis au jour un système d'octroi de permis de garderies à des personnes et entreprises qui finançaient le Parti libéral du Québec en plus de soulever les manquements à l'éthique du ministre de la famille, Tony Tomassi, qui a dû démissionner en mai 2010.
Il est nommé directeur général du Réseau de transport de la Capitale en novembre 2022.